# 田原市立童浦小学校
田原市立童浦小学校（たはらしりつ どうほしょうがっこう）は、愛知県田原市浦町にある公立小学校。

## 概要
- 浦町、片浜町、片西、光崎、白磯、白谷町、姫見台、吉胡町、吉胡台、波瀬町が校区であり、公立中学校に進学する場合は田原市立田原中学校へ進学する [1]。
- 昭和43年（1968年）、田原町立田原北部小学校と田原町立田原西部小学校を統合して新設された小学校である。童浦は、平安時代にこの付近の入江を「童の浦（わらはべのうら）」と呼んだことに由来するという[2]。

## 沿革

### 田原町立田原北部小学校
明治40年（1907年）開校。ここではそれ以前についても記述する。
- 1873年（明治6年）10月 - 波瀬村に第10中学区第21番小学波瀬学校として開校。校舎は当時の波瀬村990に存在した郷学校を使用。後に西光院[注釈 1]を仮校舎とする。浦村、波瀬村、片浜村、白谷村、吉胡村、仁崎村の児童が通学する。
- 1874年（明治7年）3月 - 浦村に校舎を新築し移転。浦学校に改称する。吉胡村に分教場を設置する。
- 1875年（明治8年）
  - 1月 - 波瀬村に分教場を設置する。
  - 3月 - 片浜村に分教場を設置する。
- 1878年（明治11年）4月 - 吉胡村の分教場が吉胡学校として独立する。
- 1879年（明治12年）
  - 3月 - 波瀬村の分教場が波瀬学校として独立する。
  - 12月 - 仁崎村が離脱し、単独で仁崎学校を開校する。
- 1880年（明治13年）2月 - 片浜村の分教場が片浜学校として独立する。
- 1887年（明治20年） - 浦村、波瀬村、片浜村、白谷村、吉胡村で学校組合を設立。吉胡学校、波瀬学校、片浜学校を浦学校に統合する。本校は浦分校とし、他の学校は分教場（吉胡分教場、波瀬分教場、片浜分教場）となる。
- 1889年（明治22年）10月1日 - 浦村、波瀬村、片浜村、白谷村、吉胡村が合併し、童浦村が発足。
- 1892年（明治25年）10月 - 浦尋常小学校（浦・片浜）、波瀬尋常小学校（波瀬）、童浦第二尋常小学校（白谷）、吉胡尋常小学校（吉胡）に分立する。
- 1906年（明治39年）7月16日 - 田原町、相川村、童浦村、大久保村が合併し、田原町となる。
- 1907年（明治40年）1月 - 浦尋常小学校、波瀬尋常小学校、吉胡尋常小学校を統合し、高等科を設置。田原北部尋常高等小学校となる。吉胡地区は田原町中部尋常高等小学校校区に移る。
- 1941年（昭和16年）4月1日 - 田原北部国民学校に改称する。
- 1947年（昭和22年）4月1日 - 田原町立田原北部小学校に改称する。
- 1968年（昭和43年）4月1日 - 廃校。

### 田原町立田原西部小学校
明治25年（1892年）に童浦村立第二尋常小学校として開校。前身となったのは田原北部小学校と同じ、波瀬村に開校した第10中学区第21番小学波瀬学校である。校地は現在の愛知県田原市白谷町谷津に存在し、跡地は白谷公民館となっている。
- 1892年（明治25年）10月 - 童浦村字白谷を校区とし、童浦村立第二尋常小学校として開校。
- 1900年（明治33年） - 校舎を新築する。
- 1904年（明治37年）4月 - 白谷尋常小学校に改称する。
- 1906年（明治39年）7月16日 - 田原町、相川村、童浦村、大久保村が合併し、田原町となる。
- 1907年（明治40年）1月 - 田原西部尋常小学校に改称する。
- 1941年（昭和16年）4月1日 - 田原西部国民学校に改称する。
- 1947年（昭和22年）4月1日 - 田原町立田原西部小学校に改称する。
- 1968年（昭和43年）4月1日 - 廃校。

### 田原市立童浦小学校
- 1968年（昭和43年）4月1日 - 田原町立田原北部小学校が田原町立田原西部小学校を統合し、田原町立童浦小学校として開校。
- 1972年（昭和47年）1月21日 - 体育館が完成する。
- 1973年（昭和48年）8月9日 - プールが完成する。
- 1987年（昭和62年） -  吉胡地区が田原中部小学校から童浦小学校校区に移る。
- 2003年（平成15年）8月20日 - 田原町が赤羽根町を編入し市制施行。田原市が発足。同時に田原市立童浦小学校に改称する。

## 交通アクセス
- 田原市ぐるりんバス童浦線「童浦小学校」バス停より徒歩約3分。

## 周辺施設
- 田原市立北部保育園
- 山北保育園
- トヨタ自動車田原工場
- FTS田原工場（旧・堀江金属工業田原工場）
- フタバ産業田原工場
- 緑が浜公園